# Bouvardia chlorantha
Bouvardia chlorantha là một loài thực vật có hoa trong họ Thiến thảo. Loài này được (Bertol.) Schltdl. mô tả khoa học đầu tiên năm 1854.